# 世襲君主制
世襲君主制（せしゅうくんしゅせい、英語: hereditary monarchy）は、世襲による君主制。現存する世界各地のほぼ全ての君主制は世襲君主制である。対比語には選挙君主制がある。

## 概要
世襲君主制の下では、全ての君主が同じ家系に属し、王位が血縁のある家族へと代々受け継がれていく。世襲制は家族間の愛情や忠誠による安定性を内包しているだけでなく、継続性や予測可能という点でも安定性が高い。
ほとんどの世襲君主制下では、誰が次の君主となるのかをあらかじめ知らしめるため、継承順序を決定する法律によって王位継承を定める。
例えば長子相続制の場合、世襲君主制の君主が死ぬか退位した時、王位は王の長男が引き継ぐ。その子供が死んだ時は王冠は同じようにその長男へ、もし息子が居なければ長女、娘婿、より血縁的に近く年齢の高い兄弟姉妹、甥姪、従兄弟などその他の親族へ引き継がれる。
今日では、世襲君主制におけるもっとも典型的な継承順序は長子相続制だが、他にもシニオリティー（年長者親族の相続）やタニストリー、末子相続、先王の指名など様々な方式に加え、男系、女系など性別による限定や排除、候補者内から選挙を行ったりと様々な形態が存在している。

## 事例
清朝においては皇帝が事前に意中の皇子の名を記して封印し、皇帝没後にその封印を開くという太子密建の制がとられた。